# الطوال
الطوال مدينة سعودية وهي حاضرة ومركز محافظة الطوال جنوب غرب السعودية، وتبعد حوالي 80 كم جنوب مدينة جيزان. كما أنها مدينة حدودية ويوجد بها منفذ الطوال أكبر المنافذ الحدودية بين السعودية واليمن.

## سبب التسمية
قيل في تسميتها بهذا الاسم «الطوال» نسبة إلى طول آبارها التي يضرب بها المثل في الطول، وقيل سبب تسميتها بهذا الاسم نسبة إلى أول من سكنها من بني حُمَّد ويعرفون بأولاد الطويل أحد فخوذ قبيلة بني حمد.

## جغرافيا

### الموقع
تقع الطوال على الطريق الدولي المتجه إلى اليمن، ويخترق أراضيها من الجنوب إلى الشمال وادي تعشر. يحد الطوال من الجنوب والشرق الحدود اليمنية ومن الغرب مركز المُوَسَّم ومن الشمال محافظة صامطة ويميل سطحها قليلاً من الشرق إلى الغرب ناحية البحر الأحمر.

### المناخ
مناخ الطوال مداري ودرجة حرارتها مرتفعة نسبياً طوال العام، وتهطل الأمطار الموسمية في فصل الصيف.

## الخدمات والمرافق
يوجد في الطوال مركز للإمارة ومركز للدفاع المدني ومركز للشرطة وقيادة لقطاع حرس الحدود وجوازات وجمرك الطوال وفرقة عسكرية ومكتب للبريد ومحكمة شرعية وهيئة للأمر بالمعروف والنهي عن المنكر وبلدية ومركز للرعاية الأولية وفرقة للهلال الأحمر السعودي ونادي اجتماعي ومستشفى عام.

### التعليم
افتتحت أول مدرسة ابتدائية في الطوال سنة 1381هـ، وكان يدرس بها الطلاب من القرى المجاورة للطوال.